# トッド・アームストロング
トッド・アームストロング（Todd Armstrong,  1937年7月25日 - 1992年11月17日）は、アメリカ合衆国の俳優である。

## 来歴
1937年、ミズーリ州セントルイスに生まれる。父親は著名な建築家で、セントルイスにある数々の建築物を手掛けた技術者だった。1956年に高校を卒業後、カリフォルニア州へ渡り、パサデナにある劇団「パサデナ・プレイハウス」に参加。同期にはダスティン・ホフマン、ジーン・ハックマンがおり、1958年に卒業した。
その後本格的な俳優活動を始めるがなかなか役者として活動できる機会に恵まれず、造園業の副業をやりながら生活を支えていた。しかし、造園業に携わっていた際に女優のグロリア・ヘンリーから見いだされ、ヘンリーが契約していたコロンビア ピクチャーズへの契約に恵まれた。1961年にテレビシリーズ『Manhunt』で役者デビュー。1963年にはレイ・ハリーハウゼンが特殊技術を務めたアドベンチャー映画『アルゴ探検隊の大冒険』の主役に大抜擢された。同作では英題のタイトルロールでもあるジェイソンを好演して印象を残している。その後も俳優として様々な作品へ出演し、キャリアを構築した。

### 死去
仕事中に負傷した怪我により服用していた鎮痛剤からの影響で鬱病を患い、1992年11月17日に拳銃自殺を図った。55歳だった。

## 出演作品

### 映画
- 荒野を歩け Walk on the Wild Side (1962)
- 五指練習 Five Finger Exercise (1962) ※ノークレジット
- アルゴ探検隊の大冒険 Jason and the Argonauts (1963)
- キング・ラット King Rat (1965)
- サイレンサー/沈黙部隊 The Silencers (1965)
- 現金作戦 Dead Heat on a Merry-Go-Round (1966)
- Winnetou und sein Freund Old Firehand (1966)
- 大いなる砲火 A Time for Killing (1967)

### テレビドラマ
- Manhunt (1961)
- アイアン・ホース Iron Horse (1966)
- ガンスモーク Gunsmoke (1968)
- Nakia (1974)
- ハワイ5-0 Hawaii Five-O (1975)
- The Greatest American Hero (1982)
- シャクルトン Shackleton (1983)